# Webdesigner
Een webdesigner is iemand die de vormgeving van websites ontwerpt. De software die voor de functionaliteit van een website zorgt, wordt gemaakt door een webprogrammeur. Vormgeving en functionaliteit worden door verschillende vakgebieden ingevuld.

## Geschiedenis
Het concept van het World Wide Web werd in 1989 ontwikkeld door Tim Berners-Lee en Robert Cailliau bij CERN, met als doel om internationale wetenschappers te helpen informatie uit te wisselen via een platformonafhankelijke online omgeving. Door het gebruik van HTML, een eenvoudige opmaaktaal voor het maken van webpagina's, werd het web toegankelijker. In 1991 werd het wereldwijde web voor het publiek opengesteld. De eerste grafische webbrowser, Mosaic, verscheen in 1992 en zorgde voor een enorme groei in webgebruik en de creatie van duizenden websites. De open-source-benadering van zowel CERN als NCSA maakte verdere ontwikkeling mogelijk, wat de weg vrijmaakte voor het ontstaan van webdesign als vakgebied.
Webdesign ontwikkelde zich door de tijd heen van eenvoudige, tekstgerichte pagina's tot  interactieve en visueel geavanceerde websites. 

## Verantwoordelijkheden en taken
Een webdesigner is verantwoordelijk voor het creëren van een aantrekkelijke en gebruiksvriendelijke website, waarbij verschillende ontwerpkeuzes een rol spelen. Dit omvat het bepalen van de lay-out, kleuren, typografie en visuele elementen van de site, evenals het optimaliseren van de gebruikerservaring. Webdesigners werken vaak nauw samen met webontwikkelaars om hun ontwerpen technisch te realiseren.
Bij het ontwerpen houdt de webdesigner rekening met de wensen van de klant en de technische mogelijkheden van de website. De huisstijl van het bedrijf wordt geïntegreerd in het ontwerp, terwijl leespatronen, marketingmodellen en verwachte heatmaps zorgvuldig worden overwogen om de website effectief te laten functioneren. Verder waarborgen ze de helderheid van de pagina's, een intuïtieve navigatie, en voorzien ze in uitbreidingsmogelijkheden voor toekomstige aanpassingen.

## Vaardigheden en kennis
Een aantal competenties die een webdesigner moet bezitten zijn:
- Grafische, technische en internetkennis
- Kunstzinnigheid en creativiteit
- Inlevingsvermogen (doelgroep en gebruik van een website)
- Communicatieve vaardigheden (wat zijn de wensen van de klant)
- Op de hoogte blijven van actuele ontwikkelingen

## Opleiding en carrièrepad
In de 21e eeuw zijn er voor aspirant-webdesigners tal van praktijkgerichte opleidingen beschikbaar, die een diploma of certificering in webdesign bieden. Waar webdesign eind 20e eeuw werd uitgevoerd door mensen die handig waren met computers, met kennis van programmeertalen en ervaring met gespecialiseerde software, kunnen webdesigners tegenwoordig terecht bij onderwijsinstellingen, opleidingsinstituten en zelfs softwarebedrijven die specifieke opleidingen en trainingen aanbieden. Naast formele opleidingen zijn er ook talloze hulpmiddelen beschikbaar gekomen, zoals sjablonen en kant-en-klare websites, die zowel professionals als hobbyisten ondersteunen.
Hoewel bijna iedereen een website kan maken met een wysiwyg-editor, wordt de term "webdesigner" vooral in een professionele context gebruikt. Dit is mede te danken aan de professionalisering van het vakgebied, met in België de oprichting van de Federatie van Webbedrijven (FeWeb) en in Nederland de beroepsvereniging Cascadis, die opkomen voor de belangen van webdesigners en gerelateerde bedrijven.
Webdesigners kunnen als freelancer werken of in dienst zijn van een internetbureau of een bedrijf dat gespecialiseerd is in webdesign. Vanwege het toenemende belang van internet voor bedrijven wordt het ontwerpen en onderhouden van websites vaak uitbesteed aan professionele webdesignbureaus.

## Trends en innovaties
Doordat de technologische ontwikkelingen steeds verder gaan, worden de eisen die aan een webdesigner worden gesteld ook steeds hoger. Met alleen kennis van een HTML-editor en een grafisch programma komt men er niet meer, de klant vraagt om interactieve websites met gebruikmaking van Cascading Style Sheets, een database als backend, en soms Flash of HTML5 voor presentatiedoeleinden. Vaak zoekt men een in een specifiek onderdeel van een website gespecialiseerde webdesigner als onderdeel van een team. 
De technologische ontwikkelingen leiden er tegenwoordig steeds vaker toe dat een combinatie wordt gemaakt tussen een webdesigner voor de frontend (de "voorkant", het voor de eindgebruiker zichtbare deel van de website) en een softwareontwikkelaar voor de backend (de "achterkant", het technische gedeelte van de website). Afhankelijk van het doel van de te realiseren website, webapplicatie of app ligt het accent op het ontwerp of de achterliggende techniek. Over het algemeen worden projecten waarin sites voor een groot publiek worden gerealiseerd gedreven door het webdesign, en projecten waarin een bedrijfsproces wordt gefaciliteerd door de technische functionaliteit.